# مارسيلو باروفيرو
مارسيلو باروفيرو (بالإسبانية: Marcelo Barovero)‏ (18 فبراير 1984 في الأرجنتين - ) هو لاعب كرة قدم أرجنتيني في مركز حراسة المرمى. لعب مع أتليتيكو رافائيلا وبنيارول وريفر بليت وفيليز سارسفيلد ونادي نيكاكسا وهوراكان.

## روابط خارجية
- مارسيلو باروفيرو على موقع الاتحاد الدولي (مؤرشف)  (الإنجليزية)
- مارسيلو باروفيرو على موقع قاعدة بيانات كرة القدم.إي يو (الإنجليزية)
- مارسيلو باروفيرو على موقع Soccerway.com (الإنجليزية)
- مارسيلو باروفيرو على موقع AS.com (الإسبانية)